# Kyrkeby, Kungälvs kommun
För andra betydelser, se Kyrkeby.
Kyrkeby är kyrkbyn i Harestads socken i Kungälvs kommun i Västra Götalands län. Byn var 1995 klassad som en småort.  Efter 1995 har orten haft färre än 50 invånare och därmed mist sin status som småort.
Här finns Harestads kyrka